# Eco do Minuano & Bonitinho
Eco do Minuano & Bonitinho é uma banda brasileira de música nativista.

## História
O grupo fora criado em 1992,
O grupo ganhou o Troféu Açorianos de 2000 na categoria de Melhor Grupo Regionalista. No ano seguinte, firmou contrato com a gravadora Acit, lançando o álbum Campeiro e Brasileiro.
Em 2008 participou da quarta edição do Festchê em Caxias do Sul sendo a primeira aparição em vídeo com as músicas "Louco pra Dançar" e "Gaúcho Cento por Cento".
Bonitinho fez uma participação solo no DVDS Canto e Encanto Nativo com as músicas Tropa de Osso e Me Comparando ao Rio Grande. 
Em 2015 é lançado o CD Estendendo a Mão com destaque para a música título, As Bandeiras de Setembro e as regravações das músicas Timbre de Galo, Não Encosta a Barriguinha e Zé Gadanha.
Nesses mais de 20 Anos de Carreira gravaram vários sucessos entre eles: Morena Brasil, Baile Sem Nome, A Mulher Que Se Foi, Seu Paixão, Gaúcho Apaixonado, Os Calaveiras, Zé Gadanha, Campeão de Rodeio, Gaúcho Cento Por Cento, Morena do Novo Milênio, Bugio do CTG, Dois Compadres, Balanço Bom, Louco Pra Dançar, Cordas da Lida, Três Oitão do Papai, entre outros.

## Integrantes

### Formação atual
- Juliano Trindade - "Bonitinho" - guitarra, voz solo e vocal
- Wagner Melo - baixo e vocal auxiliar
- Adilson Marlyn - voz solo e vocal
- Alexandre Gnoatto - acordeon
- Luciano "Polako" - bateria e vocal

## Discografia

### Álbuns de estúdio
- 1993 - Preserve a Natureza - RBS Discos
- 1994 - Bueno de Dançar - RBS Discos
- 1996 - Bem Gaúcho - RBS Discos
- 1998 - Embalando o Rio Grande - USA Discos
- 1999 - Raízes - USA Discos
- 2000 - Chamado na Fronteira - USA Discos
- 2001 - Campeiro e Brasileiro - Acit
- 2006 - Virando o Jogo - Acit
- 2007 - Vem Dançar - Acit
- 2010 - Nossa Tradição - Acit
- 2015 - Estendendo a Mão - Acit

### Álbuns ao vivo
- 2002 - Ao Vivo - 10 Anos Bailando com Eco do Minuano & Bonitinho - Acit

## Prêmios e indicações

### Prêmio Açorianos
| Ano  | Categoria      | Indicação                  | Resultado |
| ---- | -------------- | -------------------------- | --------- |
| 1999 | Grupo Regional | Eco do Minuano & Bonitinho | Venceu    |